# Главобоља
Главобоља је један од најчешћих симптома код људи, који подразумева бол у пределу главе, лица и горњег дела врата. Главобоља настаје као последица различитих поремећаја: од безазлених стања која не захтевају никакво лечење до по живот опасних болести. Она се јавља услед мигрена (оштрих, или мучних болова), тензијских главобоља, и кластерних главобоља. Честе главобоље могу да утичу на односе и запослење. Постоји и повећан ризик од депресије код оних са јаким главобољама.
Главобоља се јавља код приближно 10% људи у популацији западне хемисфере и због овог симптома се око 30% болесника јавља свом лекару. Током живота главобоља се јавља најмање једанпут код 70-95% особа и то најчешће у узрасту од 20 до 40 година.
Главобоље могу настати као резултат многих поремећаја, било озбиљних или не. Постоји низ различитих класификационих система за главобоље. Најпознатији је онај од Међународног друштва за главобоље. Узроци главобоље могу да обухватају умор, депривацију сна, стрес, ефекте медикација, ефекте рекреативних лекова, вирусне инфекције, гласне буке, обичне прехладе, повреде главе, брзо гутање веома хладне хране или напитка, и проблеме зуба или синуса.
Третман главобоље зависи од темељног узрока, али најчешће подразумева лек за болове. Неке врсте главобоље се убрајају међу најчешће физичке непријатности.
Око половине одраслих има главобољу бар једном годишње. Најчешће су главобоље услед напетости, које утичу на око 1,6 милијарди људи (21,8% популације), а њима следе мигренске главобоље које утичу на око 848 милиона (11,7%).

## Класификација
Кроз историју је постојало неколико класификација главобоља, а данас се највише користи она коју је објавило Међународно удружење за главобољу (енгл. International Headache Society), а назива се Међународна класификација главобоља (енгл. The International Classification of Headache Disorders (ICHD)). Прва верзија те класификације (ICHD-1) објављена је 1988. године, док је тренутна ревизија ICHD-2 објављена 2004.
Главобоље су широко класификоване као „примарне” или „секундарне”. Примарне главобоље су бенигне, рекурентне главобоље које нису узроковане болестима или структурним проблемима. На пример, мигрена је врста примарне главобоље. Док примарне главобоље могу изазвати значајан дневни бол и инвалидитет, оне нису опасне. Секундарне главобоље су узроковане основном болешћу, као што је инфекција, повреда главе, васкуларни поремећаји, крварење мозга или тумори. Секундарне главобоље могу бити безопасне или опасне. Поједине „црвене заставице” или знакови упозорења указују на то да секундарна главобоља може бити опасна.
Према новој класификацији главобоље се деле у 14 класа. Прве четири класе обухватају примарне, следећих осам обухватају секундарне главобоље, у класи 13 су кранијалне неуралгије, примарни и централни узроци бола лица, док су у класи 14 некласификоване и недовољно специфичне главобоље.
Примарне главобоље
- 1. Васкуларна главобоља (мигрена),
- 2. Главобоља условљена укоченошћу мишића (тензијска главобоља),
- 3. Кластер главобоља и остале тригеминоаутономне главобоље,
- 4. Остале примарне главобоље.

Секундарне или симптоматске главобоље
- 5. Главобоља повезана са повредом главе и/или врата,
- 6. Главобоља повезана са васкуларним поремећајима главе или врата,
- 7. Главобоља узрокована неваскуларним интракранијалним поремећајима,
- 8. Главобоља узрокована разним супстанцама или прекидом њиховог узимања,
- 9. Главобоља узрокована општим инфекцијама,
- 10. Главобоља повезана са поремећајима хомеостазе,
- 11. Главобоља или бол лица узрокован поремећајима лобање, врата, уха, носа, синуса или осталих структура лица и лобање,
- 12. Главобоља повезана са психијатријским поремећајима.

Неуралгије и остале главобоље
- 13. Кранијалне неуралгије, централна и примарна бол лица,
- 14. Остале главобоље.[2]

## Узрок
Постоји више од две стотине типова главобоља. Неке су безазлене, док су друге опасне по живот. Опис главобоље и налази на неуролошком прегледу, одређују да ли су додатни тестови неопходни и који је третман најподеснији.

### Примарне главобоље
Око 90% свих главобоља су примарне главобоље. Примарне главобоље се обично прво јављају кад су људи између 20 и 40 година стари. Најчешћи типови примарне главобоље су мигрене и главобоље типа напетости. Оне имају различите карактеристике. Мигрене обично су присутне уз пулсирајуће болове главе, мучнину, фотофобију (осетљивост на светлост) и фонофобију (осетљивост на звук). Главобоље типа напетости обично се јављају са непулсирајућим „опсегом” притиска на обе стране главе, који нису праћени другим симптомима. Други веома ретки типови примарних главобоља обухватају:
- кластерне главобоље: кратке епизоде (15–180 минута) јаког бола, обично око једног ока, са аутономним симптомима (сузење, црвенило очију, назална загушења) који се јављају у исто време сваког дана. Кластерне главобоље се могу третирати са триптанима и спречити применом преднизона, ерготамина или литијума.
- тригеминална неуралгија или окципитална неуралгија: пуцајући бол лица
- : континуирани унилатерални бол са епизодама тешког бола. Hemicrania continua се може олакшати применом лека индометацин.
- примарна пробадајућа главобоља: понављајуће епизоде пробадајућег бола у трајању од 1 секунде до неколико минута без аутономних симптома (сужења, црвенила очију, назалног загушења). Ове главобоље се могу третирати индометацином.
- главна главобоља с кашљом: почиње изненада и траје неколико минута након кашљања, кијања или напрезања (што све може повећати притисак у глави). Озбиљни узроци (погледајте секцију о црвеним заставицама секундарне главобоље) морају бити искључени пре него што се дијагноза „бенигне” примарне главобоље узроковане кашљом може успоставити.
- примарна главобоља услед напрезања: пулсирајући бол који почиње током или након вежбања, у трајању од 5 минута до 24 сата. Механизам који стоји иза ових главобоља је нејасан, вероватно су узроковане напрезањем које изазива дилатацију вена у глави, што узрокује бол. Ове главобоље се могу спречити избегавањем превише напорног вежбања и могу се третирати лековима као што је индометацин.
- Сексуална главобоља: тупа, билатерална главобоља која почиње током сексуалне активности и постаје много гора током оргазма. Сматра се да ове главобоље настају због мањег притиска у глави током секса. Важно је схватити да главобоље које почињу током оргазма могу бити узроковане субарахноидним крварењем, тако да се прво морају искључити озбиљни узроци. Ове главобоље се третирају саветујући особу да заустави секс ако дође до главобоље. Лекови као што су пропранолол и дилтиазем такође могу бити од помоћи.
- хипнотичка главобоља: умерено-тешка главобоља која почиње неколико сати након што заспи и траје 15-30 минута. Главобоља се може поновити неколико пута током ноћи. Хипнотичке главобоље се обично јављају код старијих жена. Ове главобоље се могу третирати са литијумом.

### Секундарне главобоље
Главобоље могу бити узроковане проблемима другде у глави или врату. Неке од њих нису штетне, као што је цервикогена главобоља (бол који долази од мишића врата). Главобоља услед прекомерне употребе лекова може се јавити код особа које користе прекомерне количине лекова против болова узрокованих главобољом, парадоксално узрокујући погоршање главобоље.
Озбиљнији случајеви секундарне главобоље обухватају:
- менингитис: упала мождане опне која се јавља с грозницом и менингизмом, или крутошћу врата
- крварење унутар мозга (интракранијално крварење)
- субарахноидно крварење (акутна, тешка главобоља, крутоћа врата без врућице)
- руптурни анеуризам, артериовенске малформације, интрапаренхимално крварење (само главобоља)
- мождани тумор: тупа главобоља која се погоршана са исцрпљеношћу и променом положаја, праћена је мучнином и повраћањем. Често, особа има мучнину и повраћање недељама пре почетка главобоље.
- темпорални артеритис: упална болест артерија уобичајена код старијих особа (просечна старост 70 година) с грозницом, главобољом, губитком тежине, чељусном клаудикацијом, осетљивим крвним судовима на слепоочницама,
- акутни глауком затвореног угла (повећани притисак у очним јабучицама): главобоља која почиње очним болом, замућеним видом, повезана је са мучнином и повраћањем. На физичком прегледу, особа ће имати црвене очи и фиксне, средње дилатиране зенице.
- Постикталне главобоље: Главобоље које се дешавају после конвулзије или друге врсте напада, као део периода након епилептичког напада (постиктално стање)

Гастроинтестинални поремећаји могу да узрокују главобоље, укључујућу Helicobacter pylori инфекцију, целијачну болест, нецелијачну глутенску сензитивност, синдром раздражљивих црева, упалну болест црева, гастропарезу, и поремећаје јетре. Третман гастроинтестиналних поремећаја може да доведе до ремисије или побољшања главобоља.

## Патофизиологија
Сам мозак није осетљив на бол, јер му недостају рецептори бола. Међутим, неколико области главе и врата имају рецепторе бола и могу стога да осећају бол. Овим су обухваћене екстракранијалне артерије, средња менингеална артерија, велике вене, венусни синуси, кранијални и кичмени нерви, мишићи главе и врата, мождане опне, falx cerebri, делови можданог дебла, очију, ушију, зуба и облоге уста. Пијалне артерије, пре него пијалне вене су одговорне за изазивање бола.
Главобоље често произилазе из тракције или иритације мождане опне и крвних судова. Ноцицептори могу бити стимулисани траумом или туморима главе и узроковати главобоље. Спазмови крвних судова, дилатирани крвни судови, упала или инфекција менинга и мишићне напетости такође могу стимулисати ноцицепторе и узроковати бол. Једном стимулисан, ноцицептор шаље поруку дуж нервног влакна у нервне ћелије у мозгу, што сигнализира да један део тела боли.
Примарне главобоље је теже разумети него секундарне главобоље. Тачни механизми који узрокују мигрене, тензијске главобоље и кластерске главобоље нису познати. Временом су постојале различите теорије које покушавају да објасне шта се дешава у мозгу да изазове ове главобоље.
Тренутно се сматра да мигрене изазивају дисфункциони нерви у мозгу. Раније се мислило да су мигрене узроковане примарним проблемом везаним за крвне судове у мозгу. Ова васкуларна теорија, коју је Волф развио у 20. веку, сугерише да је аура у мигренама узрокована сужавањем интракранијалних судова (крвних судова у мозгу), а саму главобољу изазива ширење екстракранијалних крвних судова. Дилација ових екстракранијалних крвних судова активира рецепторе болова у околним нервима, узрокујући главобољу. Васкуларна теорија није више прихваћена. Студије су показале да мигренски бол у глави није праћен екстракранијалном вазодилатацијом, већ да долази само до благе интракранијалне вазодилатације.
Тренутно, већина специјалиста сматра да су мигрене последица примарног проблема са живцима у мозгу Сматра се да су ауре узроковане таласом повећане активности неурона у церебралном кортексу (делу мозга) познатом као кортикалне ширеће депресије чему следи период депресивне активности. Неки људи сматрају да су главобоље узроковане активацијом сензорних нерава који отпуштају пептиде, као што је серотонин, узрокујући инфламацију артерија, мождане облоге и опне и исто тако узрокују извесну вазодилатацију. Триптани, лекови којима се третирају мигрене, блокирају серотонинске рецепторе и узрокују констрикцију крвних судова.
Особе које су подложније да доживе мигрене су оне које имају породичну историју мигрене, жене које доживљавају хормонске промене или узимају таблете за контролу рађања или су им прописане терапија хормонске замене. Сматра се да су тензијске главобоље узроковане активацијом периферних нерва у мишићима главе и врата. Кластерне главобоље обухватају прекомерне активације тригеминалног нерва и хипоталамуса у мозгу, али прецизни узрок није познат.

## Дијагностички приступ
| Тензијска главобоља                                    | Нова дневна упорна главобоља                             | Кластерна главобоља                                                                     | Мигрена                                                           |
| ------------------------------------------------------ | -------------------------------------------------------- | --------------------------------------------------------------------------------------- | ----------------------------------------------------------------- |
| благ до умерено тупог бола                             |                                                          | јак бол                                                                                 | умерен до јаког бола                                              |
| трајање од 30 минута до неколико сати                  | трајање од бар четири сата дневно                        | трајање од 30 минута до 3 сата                                                          | трајање од 4 сата до 3 дана                                       |
|                                                        | Јавља се у периодима од 15 дана месечно током три месеца | може се јавити више пута дневно током неколико месеци                                   | периодична појава; неколико пута месечно до неколико пута годишње |
| јавља се као стезање или притисак преко главе          | јавља се на једној или обе стране главе                  | јавља се на једној страни главе с фокусом у оку или слепоочници                         | јавља се на једној или ове стране главе                           |
|                                                        | конзистентан бол                                         | бол се описује као оштар или пробадајући                                                | пулсирајући или лупајући бол                                      |
| без мучнине или повраћања                              |                                                          |                                                                                         | мучнина, с могућим повраћањем                                     |
| без аура                                               | без ауре                                                 |                                                                                         | ауре                                                              |
| ретко, сензитивност на светло или сензитивност на буку |                                                          | може бити праћен цурењем носа, сузама, и опуштеним капком, обично само на једној страни | сензитивност на кретање, светло, и буку                           |
|                                                        | погоршана редовном употребом ацетаминофена или           |                                                                                         | може се јавити са тензијском главобољом                           |

Већина главобоља може бити дијагностикована на бази саме клиничке историје. Ако симптоми које особа описује звуче опасно, можда ће бити потребно даље испитивање са неуроснимањем или лумбарном пункцијом. Електроенцефалографија (ЕЕГ) није корисна за дијагнозу главобоље.
Први корак за дијагнозу главобоље је да се утврди да ли је она стара или нова. „Нова главобоља” може бити она која је недавно почела, или хронична главобоља која је променила карактер. На пример, ако особа има хроничне недељне главобоље са притиском на обе стране главе, а затим развије изненадну озбиљну главобољу на једној страни главе, она има нову главобољу.